# Harald Johnas Riiber
Harald Johnas Riiber (ur. 8 kwietnia 1995 w Oslo) – norweski kombinator norweski, medalista mistrzostw świata juniorów.

## Kariera
Na międzynarodowej arenie, w zawodach indywidualnych, zadebiutował 16 marca 2013 w Rovaniemi, gdzie w zawodach Pucharu Kontynentalnego zajął trzydzieste miejsce. W lutym 2014 roku wystąpił na mistrzostwach świata juniorów w Val Di Fiemme, gdzie indywidualnie był ósmy w Gundersenie na 5 km. Na rozgrywanych rok później mistrzostwach świata juniorów w Ałmaty zajął 7. i 6. miejsce indywidualnie, a w zawodach drużynowych Norwegia z Haraldem Johnasem Riiberem w składzie zajęła trzecie miejsce.
W Pucharze Świata zadebiutował 5 grudnia 2015 roku w norweskim Lillehammer zajmując 33. miejsce w Gundersenie. Pierwsze pucharowe punkty zdobył 4 lutego 2017 roku w koreańskim Pjongczang, gdzie był dwudziesty szósty w Gundersenie.
Jego brat, Jarl Magnus Riiber, także uprawia kombinację norweską.

## Osiągnięcia

### Mistrzostwa świata juniorów
| Miejsce | Dzień    | Rok  | Miejscowość   | Konkurencja           | Wynik zwycięzcy | Strata  | Zwycięzca          |
| ------- | -------- | ---- | ------------- | --------------------- | --------------- | ------- | ------------------ |
| 8.      | 1 lutego | 2014 | Val di Fiemme | Gundersen HS106/5 km  | 13:44,2         | +1:01,2 | Philipp Orter      |
| 7.      | 4 lutego | 2015 | Ałmaty        | Gundersen HS100/10 km | 25:54,2         | +51,4   | Jarl Magnus Riiber |
| 6.      | 6 lutego | 2015 | Ałmaty        | Gundersen HS100/5 km  | 12:21,8         | +1:00,4 | Jarl Magnus Riiber |
| 3.      | 7 lutego | 2015 | Ałmaty        | Sztafeta HS100/4x5 km | 48:41,4         | +49,7   | Austria            |

### Zimowe Igrzyska Olimpijskie Młodzieży
| Miejsce | Dzień       | Rok  | Miejscowość | Konkurencja          | Wynik zwycięzcy | Strata | Zwycięzca    |
| ------- | ----------- | ---- | ----------- | -------------------- | --------------- | ------ | ------------ |
| 6.      | 15 stycznia | 2012 | Seefeld     | Gundersen HS75/10 km | 26:31,4         | +58,6  | Tomáš Portyk |

### Zimowy olimpijski festiwal młodzieży Europy
| Miejsce | Dzień     | Rok  | Miejscowość | Konkurencja            | Wynik zwycięzcy | Strata  | Zwycięzca   |
| ------- | --------- | ---- | ----------- | ---------------------- | --------------- | ------- | ----------- |
| 10.     | 15 lutego | 2011 | Liberec     | Gundersen HS100/7,5 km | 19:31,1         | +2:18,9 | David Welde |

### Puchar Świata

#### Miejsca w klasyfikacji generalnej
- sezon 2015/2016: niesklasyfikowany
- sezon 2016/2017: 47.
- sezon 2017/2018: 40.
- sezon 2018/2019: 44.
- sezon 2019/2020: 30.
- sezon 2020/2021: 38.

#### Miejsca na podium w zawodach indywidualnych chronologicznie
Jak dotąd Riiber nie stawał na podium indywidualnych zawodów Pucharu Świata.

### Puchar Kontynentalny

#### Miejsca w klasyfikacji generalnej
- sezon 2012/2013: 102.
- sezon 2013/2014: niesklasyfikowany
- sezon 2014/2015: 41.
- sezon 2015/2016: 60.
- sezon 2016/2017: 8.
- sezon 2017/2018: 7.
- sezon 2018/2019: 7.
- sezon 2019/2020: 7.
- sezon 2020/2021: 30.

#### Miejsca na podium chronologicznie
| Nr  | Data             | Miejscowość    | Konkurencja              | Wynik zwycięzcy | Pozycja | Strata    | Zwycięzca             |
| --- | ---------------- | -------------- | ------------------------ | --------------- | ------- | --------- | --------------------- |
| 1.  | 19 lutego 2017   | Planica        | Gundersen HS139/10 km    | 22:26,7 min     | 3.      | +14,7 s   | Lukas Klapfer         |
| 2.  | 14 stycznia 2018 | Ruka           | Gundersen HS142/10 km    | 28:03,8 min     | 3.      | +22,4 s   | Thomas Jöbstl         |
| 3.  | 11 stycznia 2019 | Ruka           | Gundersen HS142/10 km    | 28:38,0 min     | 2.      | +26,7 s   | Leif Torbjørn Næsvold |
| 4.  | 12 stycznia 2019 | Ruka           | Start masowy HS142/10 km | 93,3 pkt        | 3.      | -26,4 pkt | Leif Torbjørn Næsvold |
| 5.  | 27 stycznia 2019 | Planica        | Gundersen HS139/10 km    | 24:49,8 min     | 3.      | +12,4 s   | Paul Gerstgraser      |
| 6.  | 16 lutego 2019   | Rena           | Gundersen HS111/10 km    | 24:20,1 min     | 2.      | +8,4 s    | Paul Gerstgraser      |
| 7.  | 17 lutego 2019   | Rena           | Gundersen HS111/10 km    | 24:12,1 min     | 2.      | +3,0 s    | Paul Gerstgraser      |
| 8.  | 11 stycznia 2020 | Oberwiesenthal | Gundersen HS105/10 km    | 23:05,3 min     | 1.      | -         | -                     |
| 9.  | 12 stycznia 2020 | Oberwiesenthal | Gundersen HS105/10 km    | 22:33,0 min     | 1.      | -         | -                     |
| 10. | 18 stycznia 2020 | Klingenthal    | Gundersen HS106/10 km    | 28:12,6 min     | 1.      | -         | -                     |
| 11. | 19 stycznia 2020 | Klingenthal    | Gundersen HS106/10 km    | 28:17,2 min     | 1.      | -         | -                     |

### Letnie Grand Prix

#### Miejsca w klasyfikacji generalnej
- 2017: (53.)[3]
- 2018: nie brał udziału
- 2019: 6. (10.)[4]

#### Miejsca na podium chronologicznie
Jak dotąd Riiber nie stawał na podium indywidualnych zawodów LGP.